# Deutsche Schwimmmeisterschaften 1962
Die 74. Deutschen Meisterschaften im Schwimmen fanden 1962 im Dallenbergbad in Würzburg statt.
| Disziplin           | Männer                | Männer             | Männer | Frauen            | Frauen              | Frauen |
| Disziplin           | Name                  | Verein             | Zeit   | Name              | Verein              | Zeit   |
| ------------------- | --------------------- | ------------------ | ------ | ----------------- | ------------------- | ------ |
| 100 m Freistil      | Hans-Joachim Klein    | DSW 1912 Darmstadt |        | Ursel Brunner     | SV Nikar Heidelberg |        |
| 400 m Freistil      | Gerhard Hetz          | SV Hof             |        | Ursel Brunner     | SV Nikar Heidelberg |        |
| 1500 m Freistil     | Gerhard Hetz          | SV Hof             |        |                   |                     |        |
| 200 m Brust         | Holm Mrazek           |                    |        | Wiltrud Urselmann |                     |        |
| 200 m Rücken        | Ernst-Joachim Küppers | Waspo Nordhorn     |        |                   |                     |        |
| 200 m Schmetterling | Gerhard Hetz          | SV Hof             |        |                   |                     |        |
| 400 m Lagen         | Gerhard Hetz          | SV Hof             |        | Ursel Brunner     | SV Nikar Heidelberg |        |